# Fonzaleche
Fonzaleche – gmina w Hiszpanii, w prowincji La Rioja, w La Rioja, o powierzchni 17 km². W 2011 roku gmina liczyła 159 mieszkańców.